# Штурмфюрер
Штурмфюрер (нем. Sturmführer, сок. Stuf) — звание в СА, возникло как должность в 1925 году и стало званием в 1928. Соответствовало званию лейтенанта (эквивалент ОФ-1б в западных вооруженных силах).
C 1930 звание штурмфюрера стало первым офицерским званием в нескольких организациях нацистской партии. Использовалось также в качестве звания в СС до 1934 года, когда после Ночи длинных ножей СС переименовало это звание в унтерштурмфюрер СС, подтверждая тем самым превосходство своих званий.

## Знаки различия
| Унтерштурмфюрер SS и NSFK                                     | Унтерштурмфюрер SS и NSFK | Унтерштурмфюрер SS и NSFK | Унтерштурмфюрер SS и NSFK | Унтерштурмфюрер SS и NSFK | Штурмфюрер SA и NSKK  | Штурмфюрер SA и NSKK  |
| Знаки различия - Погон - Нарук. наши. (Маск. кост.) - Петлица | СС (нем. SS)              | СС (нем. SS)              | СС (нем. SS)              | НC авиакорпус (NSFK)      | Штурмовые отряды (SA) | НC мех. корпус (NSKK) |
| Знаки различия - Погон - Нарук. наши. (Маск. кост.) - Петлица |                           |                           |                           |                           |                       |                       |
| Знаки различия - Погон - Нарук. наши. (Маск. кост.) - Петлица | только Ваффен-СС          | только Ваффен-СС          | - Общие СС - Ваффен-СС    | Петлицы                   | Петлицы               | Петлицы               |